# Araken Peixoto
Araken Peixoto (Niterói, 10 de outubro de 1930 — Rio de Janeiro, 19 de fevereiro de 2009) foi um cantor brasileiro, que se consagrou como tocador de piston. Era irmão do também cantor Cauby Peixoto. Segundo familiares, Peixoto sofria de diabetes e morreu devido a uma parada cardíaca.